# Speleo-Secours Schweiz
Speleo-Secours Schweiz (spéléo für Speläologie/Höhlenforschung, Secours für Hilfe) ist die schweizerische Organisation für Höhlenrettung. Speleo-Secours Schweiz ist eine Kommission der Schweizerischen Gesellschaft für Höhlenforschung (SSS/SGH) und arbeitet seit 1981 mit der Schweizerischen Rettungsflugwacht (Rega) und mit der später gegründeten Alpinen Rettung Schweiz (ARS) zusammen. Speleo-Secours wird über die Alarmnummer 1414 der Rega aufgeboten. Nebst der Höhlenrettung unterstützt Speleo-Secours seine Partner bei Einsätzen in künstlichen Stollen, Schächten, Minen oder in schwierigem Gelände.